# Jamal Shuler
Jamal Shuler (Jacksonville (Carolina do Norte), 11 de janeiro de 1981) é um basquetebolista profissional estadunidense que atualmente defende o AS Mônaco na Liga Francesa e Liga dos Campeões.